# 小行星3534
小行星3534（英語：3534 Sax）是一颗围绕太阳公转的小行星。1936年12月15日，E. Delporte在于克勒发现了此天体。
这颗小行星的绝对星等为201.3162860635432等。